# Studio 1 (bostäder)
Studio 1 är en bostadsrättsförening inom HSB Göteborg i Örgryte Torp i Göteborg.
Studio 1:s fastighet har två huskroppar i fyra våningar, med bostadslägenheter. Husen ritades av Johannes Norlander och är uppförda med svartbränt danskt tegel på fasaderna. De färdigställdes i juni 2016 och fick Kasper Salin-priset 2016. Juryn motiverade detta med bland annat: "Med avstamp i en traditionell bostadsform uppnår projektet arkitektonisk höjd och skapar sina kvaliteter i inre och yttre rum utan att störa den enkla stadsplanens idé med lamellhus i sluttande terräng."
Husen nominerades också till Kasper Kalkon-priset 2016 ("Årets fulaste hus").
Namnet på bostadsrättsföreningen anknyter till det tidigare Radio- och TV-huset Synvillan, som mellan 1970 och 2010 låg på platsen.

## Bildgalleri

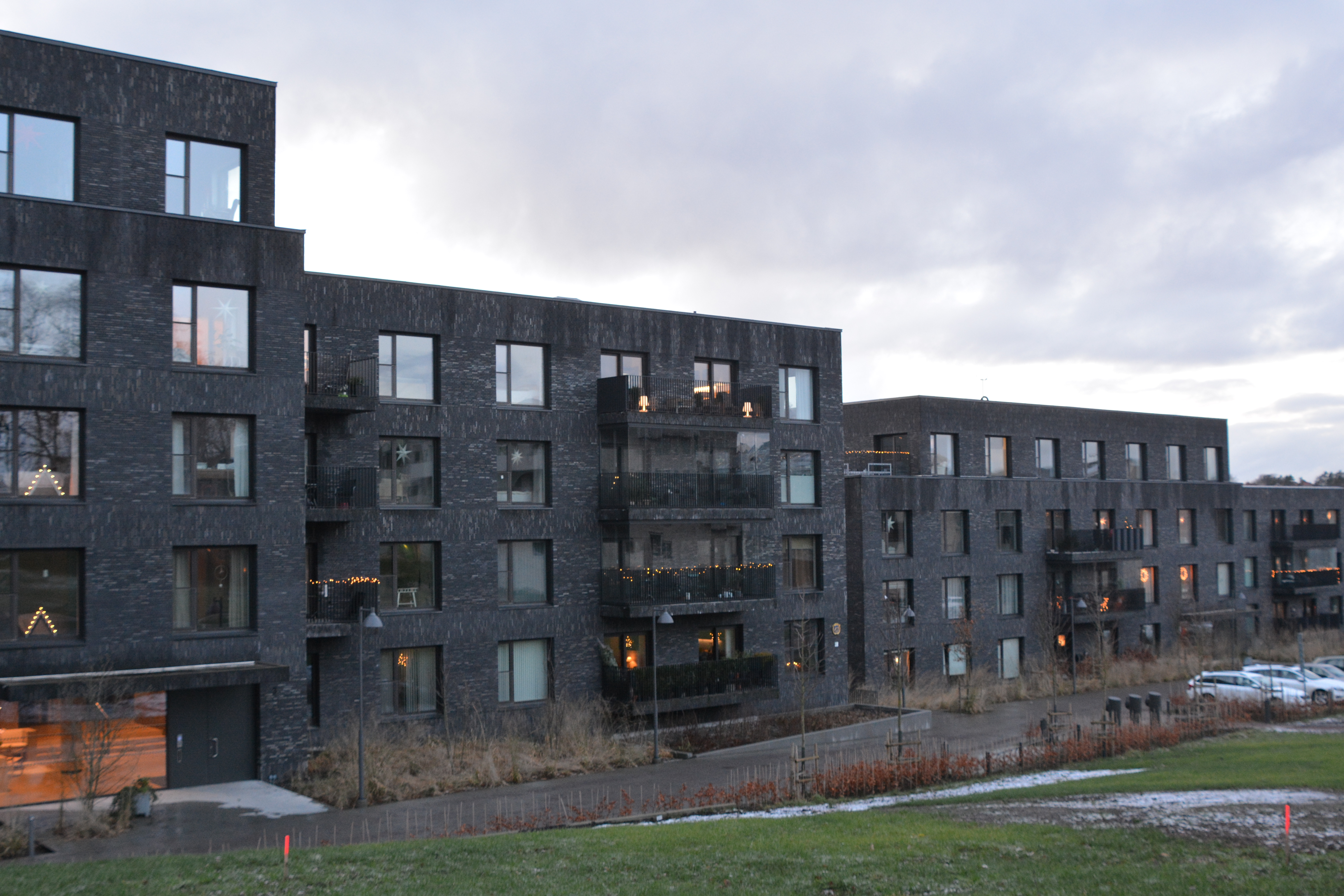
Östra sidan, ingångssidan
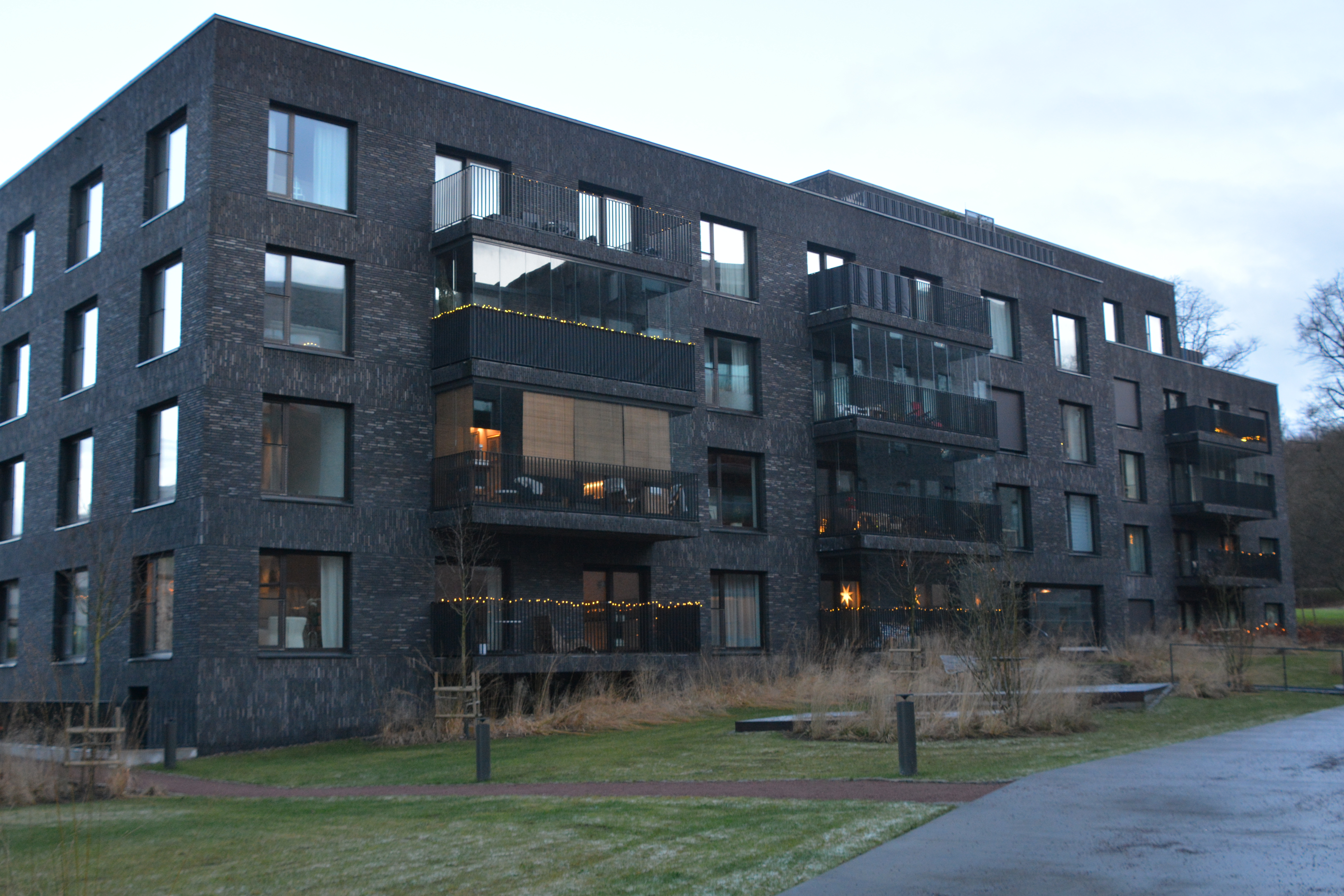
Västra sidan
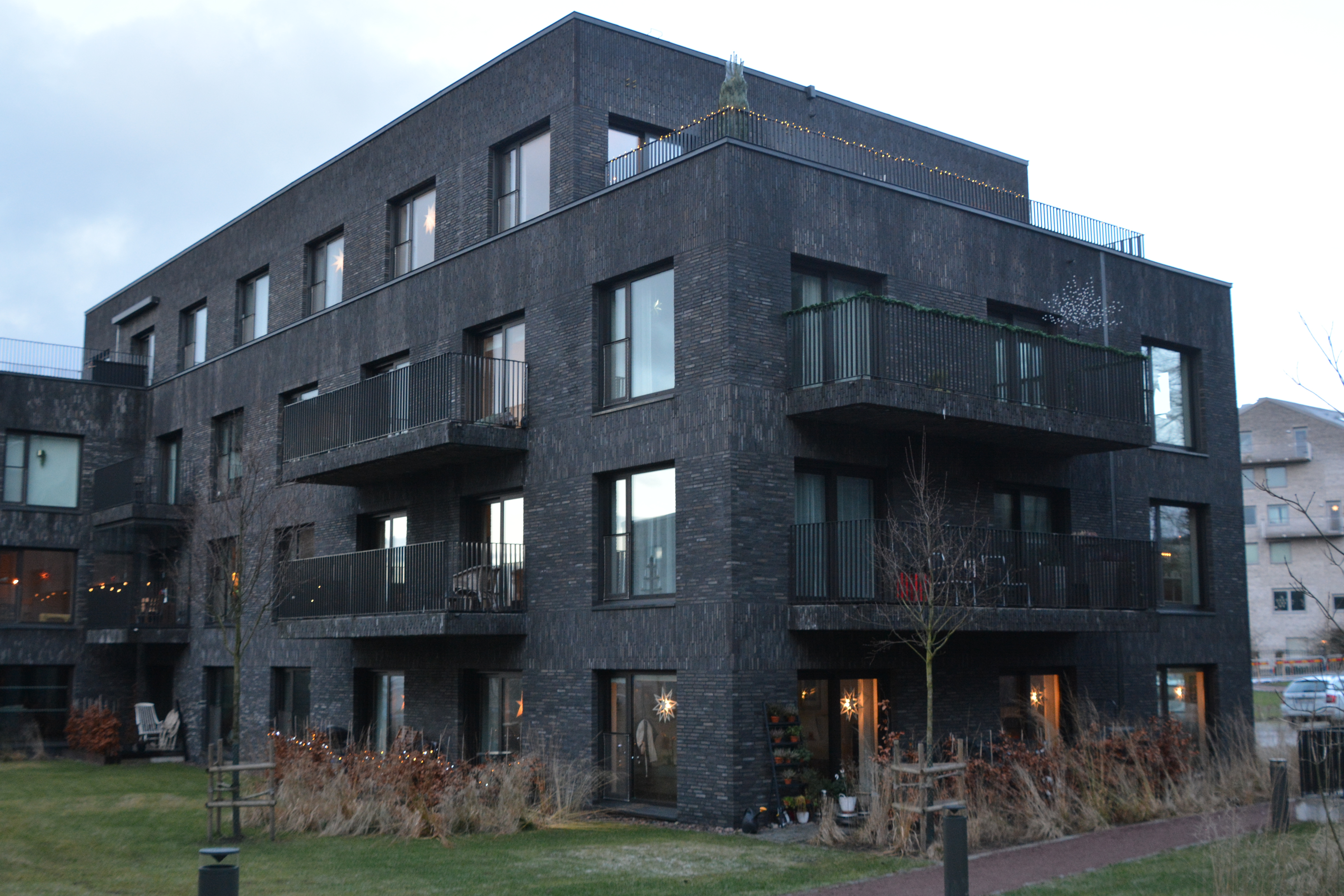
Norra huskroppen
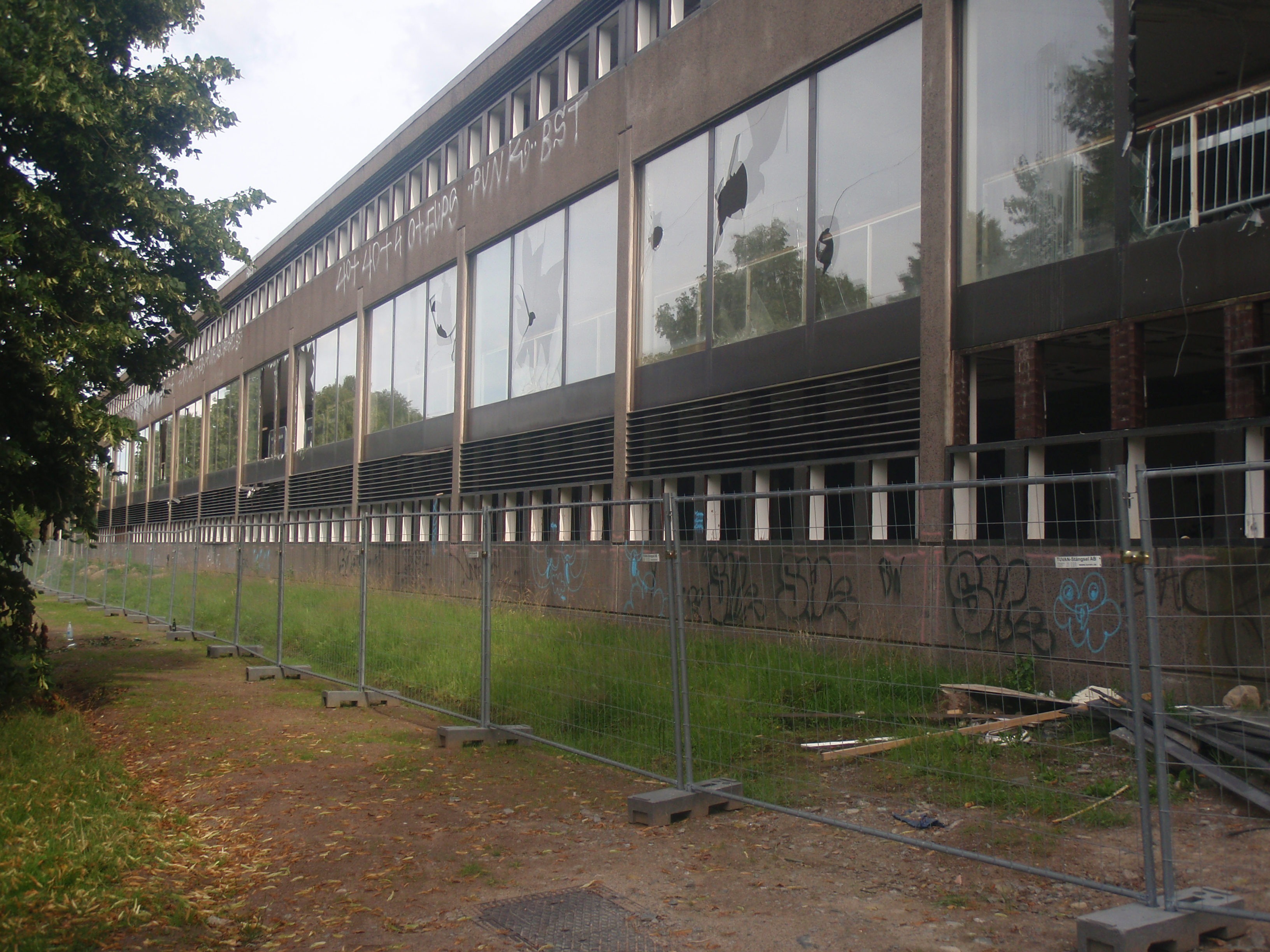
Synvillan för rivning 2009
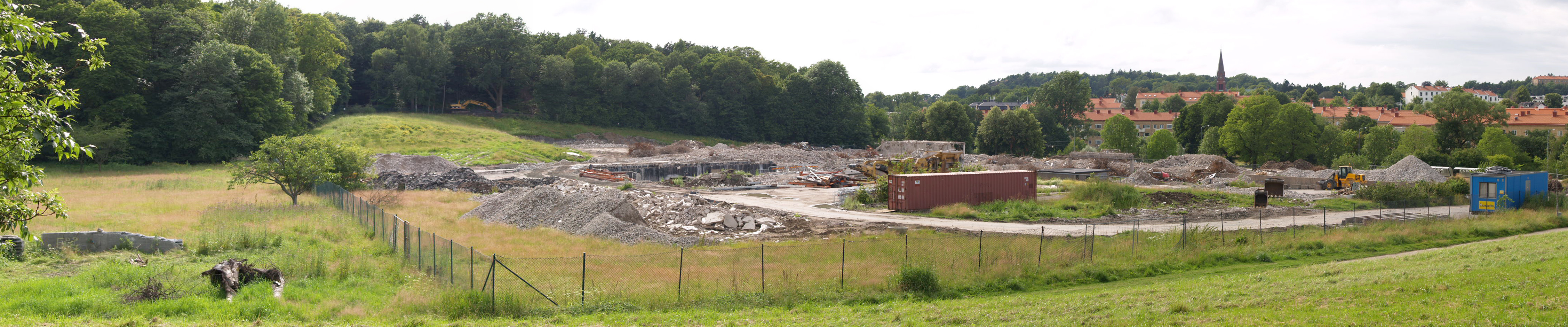
Tomten där Synvillan låg och där bostäderna i Torp uppfördes, i juli 2010